# 우나이 부스틴사
우나이 부스틴사 마르티네스(스페인어: Unai Bustinza Martínez, 1992년 2월 2일, 바스크 주 빌바오 ~)는 스페인의 프로 축구 선수로, 현재 말라가 CF의 우측 수비수로 활약하고 있다.

## 클럽 경력

### 아틀레틱 빌바오
부스틴사는 비스카이아 도 빌바오 출신으로, 2002년에 10세의 나이로 아틀레틱 빌바오의 명망 높은 유소년부에 입단했다. 그는 테르세라 디비시온에 소속된 위성 구단 소속으로 2010-11 시즌에 성인 무대 신고식을 치렀다.
2011년 5월, 부스틴사는 세군다 디비시온 B에 속한 2군 선수단으로 승격되었다. 그는 이후 2군 소속으로 활약하였는데, 2012-13 시즌에는 개인 최다인 5골을 기록했다.
2014년 7월 15일, 부스틴사는 라 리가에 속한 바스크 연고 구단의 1군으로 승격되었다. 8월 25일, 그는 1-0으로 이긴 알메리아와의 원정 경기에서 막판 교체되어 들어가 첫 1부 리그 경기를 치렀다.
2015년 5월 2일, 부스틴사는 득점 없이 비긴 아틀레티코 마드리드와의 경기에서 사자 군단 소속으로 첫 선발 경기에 출장했지만, 경기 93분에 경고 누적으로 퇴장당했다. 같은 달 말, 그는 바르셀로나와의 코파 델 레이 결승전에서 90분을 모두 소화했지만, 1-3 패배를 막지 못했다.

### 레가네스
2015년 7월 22일, 부스틴사는 1시즌 동안 세군다 디비시온의 레가네스로 임대되었다. 이듬해 7월 18일, 1부 리그 승격을 이룩한 후, 그는 3년 계약을 맺어 아틀레틱과의 연을 끊고 완전히 이적했다.

## 국가대표팀 경력
부스틴사는 2019년 5월, 0-0으로 비긴 파나마와의 원정 경기에서 비공식 바스크 대표팀 첫 경기를 치렀는데, 그는 경력이 짧은 신예와 함께 출전했다.